# Shelly Rusten
Shelly Rusten (* 13. April 1938 in Boston) ist ein amerikanischer Fotograf, der auch als Jazzschlagzeuger aktiv war. 

## Leben und Wirken
Rusten spielte seit Mitte der 1950er Jahre Schlagzeug in lokalen Bands; während seines Wehrdienstes (1961–63) entdeckte er die Fotografie. Ab 1963 lebte er in New York, wo er 1966 Mitglied des Trios von Burton Greene wurde und auch Patty Waters begleitete.
Ab 1969 machte Rusten, der bei Lisette Model lernte, sich einen Namen als Dokumentarfotograf; insbesondere seine Fotos der Menschen auf dem Woodstock-Festival wurden international in den Druckmedien abgedruckt und 1970 auch auf den Anzeigen für den Woodstockfilm verwendet. Später fanden sie auch auf den Covers von diversen Mitschnitten dieses Festivals Verwendung, so von Janis Joplin, Santana, Sly & the Family Stone oder Jefferson Airplane. Rusten steuerte auch die Coverfotos zu Alben von David Liebman und Johnny Winter bei. Nachdem er seit 1983 im ländlichen Upper Delaware Valley wohnte, erarbeitete er eine Serie von Fotografien über das Landleben, die seit 1993 zur Sammlung des Museum of Modern Art gehört. Seit 2005 konzentriert er sich auf Fotos von Menschen auf den Straßen New Yorks.
Rusten lehrte auch Fotografie an der New School und dann bis 1985 an der School of Visual Arts.

## Diskographische Hinweise
- Burton Greene: The Burton Greene Trio on Tour (ESP 1966, mit Steve Tintweiss)
- Patty Waters College Tour (ESP 1966; nur ein Stück)
- Burton Green Presenting Burton Greene (Columbia 1968, mit Byard Lancaster, Steve Tintweiss)